# Tour de Catalogne 1956
Le Tour de Catalogne 1956 est la 36e édition du Tour de Catalogne, une course cycliste par étapes en Espagne. L’épreuve se déroule sur 9 étapes entre le 2 et le 9 septembre 1956, sur un total de 1 221 km. Le vainqueur final est l'Espagnol Aniceto Utset.

## Étapes
| Étape | Date        | Parcours                        | km    | Vainqueur d’étape     | Leader du classement général |
| ----- | ----------- | ------------------------------- | ----- | --------------------- | ---------------------------- |
| 1e    | 2 septembre | Sabadell - Montjuïc (Barcelone) | 72,0  | Juan Amor (ESP)       | Juan Amor (ESP)              |
| 2e    | 2 septembre | Barcelone - Igualada            | 70,0  | Miguel Poblet (ESP)   | Juan Amor (ESP)              |
| 3e    | 3 septembre | Igualada - Puigcerdà            | 207,0 | Juan Escolà (ESP)     | Miguel Poblet (ESP)          |
| 4e    | 4 septembre | Puigcerdà - Lleida              | 195,0 | Alfred Tonello (FRA)  | Miguel Poblet (ESP)          |
| 5e    | 5 septembre | Lleida - Vinaròs                | 230,0 | Vicente Iturat (ESP)  | Aniceto Utset (ESP)          |
| 6eA   | 6 septembre | Vinaròs - La Vall d'Uixó        | 103,0 | Salvador Jarque (ESP) | Aniceto Utset (ESP)          |
| 6eB   | 6 septembre | La Vall d'Uixó - València       | 56,0  | Miguel Poblet (ESP)   | Aniceto Utset (ESP)          |
| 7e    | 7 septembre | València - Tortosa              | 200,0 | Gabriel Saura (ESP)   | Aniceto Utset (ESP)          |
| 8e    | 8 septembre | Tortosa - Reus                  | 145,0 | Miguel Poblet (ESP)   | Aniceto Utset (ESP)          |
| 9e    | 9 septembre | Reus - Barcelone                | 147,0 | Miguel Poblet (ESP)   | Aniceto Utset (ESP)          |

### Étape 1. Sabadell - Barcelone. 72,0 km
|   | Cycliste         | Équipe                  | Temps           |
| - | ---------------- | ----------------------- | --------------- |
| 1 | Juan Amor        | Espanyol-FJ de València | 1 h 42 min 50 s |
| 2 | Miguel Poblet    | Faema                   | + 4 s           |
| 3 | Antonio Gelabert | Berkel                  | m.t.            |

|   | Cycliste         | Équipe                  | Temps           |
| - | ---------------- | ----------------------- | --------------- |
| 1 | Juan Amor        | Espanyol-FJ de València | 1 h 42 min 50 s |
| 2 | Miguel Poblet    | Faema                   | + 4 s           |
| 3 | Antonio Gelabert | Berkel                  | m.t.            |

### Étape 2. Barcelone - Igualada. 70,0 km
|   | Cycliste         | Équipe                 | Temps           |
| - | ---------------- | ---------------------- | --------------- |
| 1 | Miguel Poblet    | Faema                  | 1 h 38 min 33 s |
| 2 | Alfredo Esmatges | RCD Espanyol-Mobylette | m.t.            |
| 3 | Aniceto Utset    | RCD Espanyol-Mobylette | m.t.            |

|   | Cycliste         | Équipe                  | Temps           |
| - | ---------------- | ----------------------- | --------------- |
| 1 | Juan Amor        | Espanyol-FJ de València | 3 h 21 min 23 s |
| 2 | Miguel Poblet    | Faema                   | + 4 s           |
| 3 | Antonio Gelabert | Berkel                  | m.t.            |

### Étape 3. Igualada - Puigcerdà. 207,0 km
|   | Cycliste         | Équipe                 | Temps           |
| - | ---------------- | ---------------------- | --------------- |
| 1 | Juan Escolà      | RCD Espanyol-Mobylette | 6 h 30 min 03 s |
| 2 | Miguel Poblet    | Faema                  | + 1 min 09 s    |
| 3 | Antonio Gelabert | Berkel                 | m.t.            |

|   | Cycliste         | Équipe                 | Temps           |
| - | ---------------- | ---------------------- | --------------- |
| 1 | Miguel Poblet    | Faema                  | 9 h 52 min 39 s |
| 2 | Antonio Gelabert | Berkel                 | m.t.            |
| 3 | Francisco Masip  | RCD Espanyol-Mobylette | m.t.            |

### Étape 4. Puigcerdà - Lleida. 195,0 km
|   | Cycliste       | Équipe      | Temps           |
| - | -------------- | ----------- | --------------- |
| 1 | Alfred Tonello |             | 5 h 10 min 07 s |
| 2 | Miguel Poblet  | Faema       | + 13 s          |
| 3 | José Michelena | Boxing Club | m.t.            |

|   | Cycliste         | Équipe                 | Temps            |
| - | ---------------- | ---------------------- | ---------------- |
| 1 | Miguel Poblet    | Faema                  | 15 h 02 min 59 s |
| 2 | Antonio Gelabert | Berkel                 | m.t.             |
| 3 | Francisco Masip  | RCD Espanyol-Mobylette | m.t.             |

### Étape 5. Lleida - Vinaròs. 177,0 km
|   | Cycliste       | Équipe      | Temps           |
| - | -------------- | ----------- | --------------- |
| 1 | Vicente Iturat | Faema       | 6 h 36 min 47 s |
| 2 | Ugo Anzile     |             | + 1 min 30 s    |
| 3 | José Escolano  | UC Terrassa | m.t.            |

|   | Cycliste       | Équipe                 | Temps            |
| - | -------------- | ---------------------- | ---------------- |
| 1 | Aniceto Utset  | RCD Espanyol-Mobylette | 21 h 41 min 27 s |
| 2 | Vicente Iturat | Faema                  | + 17 s           |
| 3 | Miguel Poblet  | Faema                  | + 4 min 34 s     |

### Étape 6. (6A Vinaròs - La Vall d'Uixó 103 km) et (6B La Vall d'Uixó - València 56 km)
|   | Cycliste         | Équipe                  | Temps           |
| - | ---------------- | ----------------------- | --------------- |
| 1 | Salvador Jarque  | Espanyol-FJ de València | 2 h 48 min 20 s |
| 2 | Francisco Masip  | RCD Espanyol-Mobylette  | m.t.            |
| 3 | Francisco Moreno | UC Terrassa             | m.t.            |

|   | Cycliste        | Équipe | Temps           |
| - | --------------- | ------ | --------------- |
| 1 | Miguel Poblet   | Faema  | 1 h 24 min 24 s |
| 2 | Vicente Iturat  | Faema  | m.t.            |
| 3 | Alfredo Pasotti | Berkel | m.t.            |

|   | Cycliste         | Équipe                  | Temps           |
| - | ---------------- | ----------------------- | --------------- |
| 1 | Salvador Jarque  | Espanyol-FJ de València | 4 h 12 min 44 s |
| 2 | Francisco Masip  | RCD Espanyol-Mobylette  | m.t.            |
| 3 | Francisco Moreno | UC Terrassa             | m.t.            |

|   | Cycliste        | Équipe                 | Temps            |
| - | --------------- | ---------------------- | ---------------- |
| 1 | Aniceto Utset   | RCD Espanyol-Mobylette | 25 h 55 min 49 s |
| 2 | Vicente Iturat  | Faema                  | + 15 s           |
| 3 | Francisco Masip | RCD Espanyol-Mobylette | + 2 min 56 s     |

### Étape 7. València - Tortosa. 200,0 km
|   | Cycliste        | Équipe | Temps           |
| - | --------------- | ------ | --------------- |
| 1 | Gabriel Saura   | Faema  | 5 h 43 min 00 s |
| 2 | Miguel Poblet   | Faema  | m.t.            |
| 3 | Alfredo Pasotti | Berkel | m.t.            |

|   | Cycliste        | Équipe                 | Temps            |
| - | --------------- | ---------------------- | ---------------- |
| 1 | Aniceto Utset   | RCD Espanyol-Mobylette | 31 h 38 min 49 s |
| 2 | Vicente Iturat  | Faema                  | + 15 s           |
| 3 | Francisco Masip | RCD Espanyol-Mobylette | + 2 min 56 s     |

### Étape 8. Tortosa - Reus. 145,0 km
|   | Cycliste      | Équipe                 | Temps           |
| - | ------------- | ---------------------- | --------------- |
| 1 | Miguel Poblet | Faema                  | 3 h 48 min 52 s |
| 2 | José Ametller | RCD Espanyol-Mobylette | m.t.            |
| 3 | José Segú     | RCD Espanyol-Mobylette | + 5 s           |

|   | Cycliste        | Équipe                 | Temps            |
| - | --------------- | ---------------------- | ---------------- |
| 1 | Aniceto Utset   | RCD Espanyol-Mobylette | 35 h 27 min 46 s |
| 2 | Vicente Iturat  | Faema                  | + 15 s           |
| 3 | Francisco Masip | RCD Espanyol-Mobylette | + 2 min 56 s     |

### Étape 9. Reus - Barcelone. 147,0 km
|   | Cycliste         | Équipe                 | Temps           |
| - | ---------------- | ---------------------- | --------------- |
| 1 | Miguel Poblet    | Faema                  | 3 h 56 min 37 s |
| 2 | Antonio Gelabert | Berkel                 | m.t.            |
| 3 | Francisco Masip  | RCD Espanyol-Mobylette | m.t.            |

|   | Cycliste        | Équipe                 | Temps            |
| - | --------------- | ---------------------- | ---------------- |
| 1 | Aniceto Utset   | RCD Espanyol-Mobylette | 39 h 24 min 35 s |
| 2 | Vicente Iturat  | Faema                  | + 15 s           |
| 3 | Francisco Masip | RCD Espanyol-Mobylette | + 2 min 44 s     |

## Classement final
| Pos. | Cycliste               | Équipe                 | Temps            |
| ---- | ---------------------- | ---------------------- | ---------------- |
| 1    | Aniceto Utset (ESP)    | RCD Espanyol-Mobylette | 39 h 24 min 35 s |
| 2    | Vicente Iturat (ESP)   | Faema                  | + 15 s           |
| 3    | Francisco Masip (ESP)  | RCD Espanyol-Mobylette | + 2 min 44 s     |
| 4    | Miguel Poblet (ESP)    | Faema                  | + 4 min 15 s     |
| 5    | Antonio Gelabert (ESP) | Berkel                 | + 4 min 20 s     |
| 6    | Juan Crespo (ESP)      | RCD Espanyol-Mobylette | + 5 min 16 s     |
| 7    | Juan Escolà (ESP)      | RCD Espanyol-Mobylette | + 6 min 30 s     |
| 8    | Walter Serena (ITA)    | Berkel                 | + 7 min 53 s     |
| 9    | Jaume Calucho (ESP)    | RCD Espanyol-Mobylette | + 9 min 17 s     |
| 10   | José Escolano (ESP)    | UC Terrassa            | + 9 min 20 s     |

## Classements annexes
| Pos. | Cycliste               | Équipe      | Points |
| ---- | ---------------------- | ----------- | ------ |
| 1    | Antonio Gelabert (ESP) | Berkel      | 28     |
| 2    | Miguel Poblet (ESP)    | Faema       | 22     |
| 3    | José Michelena (ESP)   | Boxing Club | 17     |

| Pos. | Équipe       | Temps             |
| ---- | ------------ | ----------------- |
| 1    | RCD Espanyol | 118 h 21 min 45 s |
| 2    | Faema        | + 24 min 35 s     |
| 3    | UC Terrassa  | + 34 min 11 s     |